# Francesc Prats
Francesc Prats (Mallorca, s. XV-1496) va ser un escriptor i eclesiàstic.
Sacerdot dedicat a l'ensenyament, era cunyat del bibliòfil i humanista Miquel Abellar. Devers l'any 1480 fundà a la Ciutat de Mallorca, juntament amb el prevere Bartomeu Caldentei, una escola privada per a l'ensenyament d'humanitats i de la ciència lul·liana, que traslladaren a Miramar el 1485. Allà hi instal·laren la primera impremta mallorquina, amb la qual Prats publicà la seva obra Devota contemplació i meditacions de la via sacra, opuscle devot en prosa i en vers. Escriví també un llarg poema en llaor de Ramon Llull i traduí al català la Visió delectable d'Alfonso de la Torre.

## Obres
Visió delitable, compost per lo ingeniós Alfons de la Torre, batxeler en teologia del Regna de Navarra traduyt de lengua castellana en vulgar català per lo honorable En Francesch Prats, de la Ciutat de Mallorques (Manuscrit de la Biblioteca Municipal de Ripoll).
Les set astacions e hores representant la Passió de Christ (Obra editada a Miramar, Valldemossa, l'any 1487).
Vers o confessió devant la ymatge del crucifix en exordi de unes leós de la sel·la de Gracia del munt de Randa o de la vida del doctor inspirat en aquella mestre Ramon Llull per un trobador nomenat mossen Francesc Prats, prevere (Dues versions editades respectivament per Hillgarth i Llorenç Pérez).